# Alexander Karol Vasa
Alexander Karol Vasa, född 4 november 1614, död 19 november 1634, son till kung Sigismund av Sverige och Polen och Konstantia av Steiermark.
Som femte son i ordningen stödde han under tronvalet 1632 sin äldre bror Vladislav vilken kröntes som kung av Polen 1633. Efter en resa till Italien och Tyskland 1634 gav han också sitt stöd till krig mot det Osmanska riket men avled innan han utövade någon större påverkan på händelserna.
Alexander Karol Vasa avled i smittkoppor den 19 november 1634, antingen i staden Lviv, eller i byn Wielkie nära Warszawa.